# Ushiroku Jun

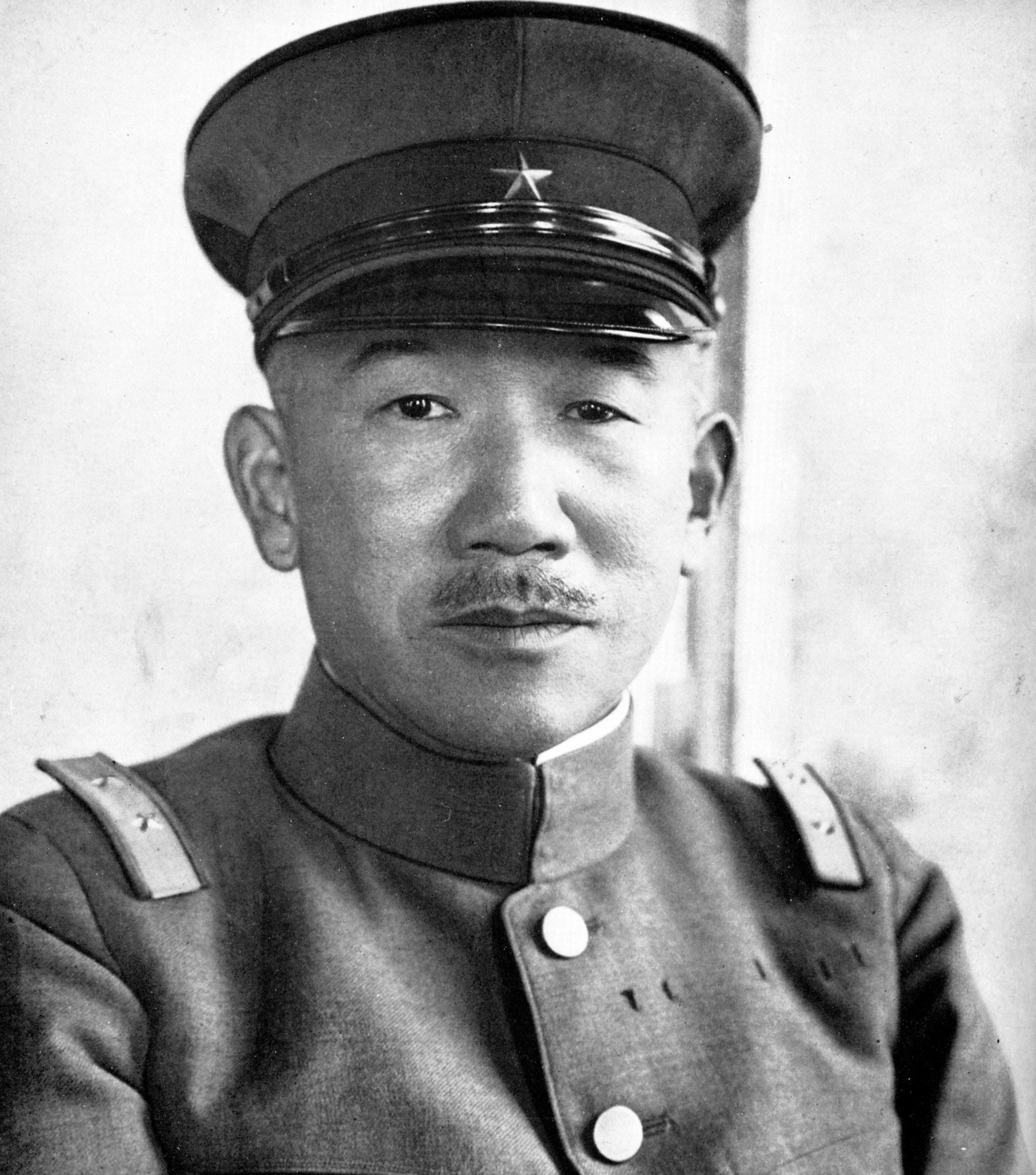
Generalleutnant Ushiroku Jun (5. Juni 1940)

Ushiroku Jun (japanisch: 後宮淳; * 28. September 1884 in der Präfektur Kyōto, Kaiserreich Japan; † 24. November 1973) war ein Generalleutnant der Kaiserlich Japanischen Armee sowie der Kaiserlich Japanischen Heeresluftstreitkräfte, der unter anderem zwischen 1937 und 1939 Befehlshaber der 26. Division, zwischen 1939 und 1940 Oberbefehlshaber der 4. Armee sowie von 1940 bis 1941 Oberbefehlshaber der Regionalarmee Südchina war. Zuletzt war er im Zweiten Weltkrieg 1944 Vize-Chef des Generalstabes der Kaiserlich Japanischen Armee sowie von 1944 bis 1945 Oberkommandierender der 3. Regionalarmee.

## Leben
Ushiroku Jun, Sohn eines Landwirts, begann nach dem Schulbesuch eine Offiziersausbildung an der Heeresoffizierschule und wurde nach deren Abschluss im März 1905 Leutnant im 38. Infanterieregiment. Nach verschiedenen Verwendungen absolvierte er 1917 seine Ausbildung an der Heereshochschule. Nach verschiedenen weiteren Verwendungen als Offizier und Stabsoffizier wurde er am 1. August 1929 zum Oberst befördert und war im Anschluss zwischen dem 1. August 1929 und dem 1. August 1931 Kommandeur des 48. Infanterieregiments. Anschließend war er vom 1. August 1931 bis zum 5. Februar 1932 erst Chef des Stabes der 4. Division (Yodo-Division) und wurde danach am 5. Februar 1932 zur Kwantung-Armee abgeordnet, in der er zwischen dem 5. April und dem 1. August 1934 Leitender Eisenbahn-Offizier der Sektion für Sonderdienste war. Dort erfolgt am 5. März 1934 auch seine Beförderung zum Generalmajor.
Nach seiner Rückkehr war Generalmajor Ushiroku zwischen dem 1. August 1934 und dem 13. August 1935 Chef der 3. Sektion im Generalstab der Kaiserlich Japanischen Armee sowie im Anschluss vom 13. August 1935 bis zum 1. März 1937 Chef der Personalabteilung des Heeresministeriums. Im Anschluss fungierte er zwischen dem 1. März und dem 5. Oktober 1937 in Personalunion zeitgleich als Chef der Abteilung Militärische Dienste des Heeresministeriums sowie als Chefsekretär des Obersten Kriegsrates (Gunji sangiin). In diesen Verwendungen wurde er am 2. August 1937 auch zum Generalleutnant (Rikugun Chūjō) befördert. Danach wurde er am 5. Oktober 1937 Befehlshaber der neu aufgestellten 26. Division (Quelle-Division), mit der er bis zu seiner Ablösung durch Generalleutnant Kuroda Shigenori während des Zweiten Japanisch-Chinesischen Krieges in Nordchina stationiert war. Anschließend löste er am 1. August 1939 Generalleutnant Nakashima Kesago als Oberbefehlshaber der 4. Armee (Licht-Armee) ab und bekleidete diesen Posten bis zum 28. August 1940, woraufhin Generalleutnant Washizu Jōhei seine Nachfolge antrat. Er selbst wurde daraufhin am 5. Oktober 1940 Oberbefehlshaber der Regionalarmee Südchina, nachdem der bisherige Oberbefehlshaber Generalleutnant Andō Rikichi wegen seines eigenmächtigen Befehls zum Einmarsch der 5. Division (Karpfen-Division) in Französisch-Indochina zuvor seines Postens enthoben worden war. Er verblieb Oberbefehlshaber bis zur Auflösung der der Regionalarmee Südchina am 28. Juni 1941. Am 17. Juli 1941 wurde er Chef des Stabes der China-Expeditionsarmee (Shina hakengun) und hatte diese Funktion bis zum 17. August 1942 inne.
Nach seiner Beförderung zum General am 17. August 1942 war Ushiroku Jun im weiteren Verlauf des Zweiten Weltkrieges als Nachfolger von Generalleutnant Yoji Fujii zwischen dem 17. August 1942 und seiner Ablösung durch Generalleutnant Iida Shōjirō am 21. Februar 1944 Oberkommandierender des Zentralen Heeresdistrikts. Anschließend wurde er als Nachfolger von Generalleutnant Hata Hikosaburō am 21. Februar 1944 Vize-Chef des Generalstabes der Kaiserlich Japanischen Armee und verblieb in dieser Verwendung bis zum 7. April 1944. Zugleich war er zwischen dem 11. März und dem 25. August 1944 Mitglied des Obersten Kriegsrates sowie vom 28. März bis zum 18. Juli 1944 in Personalunion auch Generalinspektor der Kaiserlich Japanischen Heeresluftstreitkräfte sowie Chef des Hauptquartiers der Heeresflieger. Zuletzt übernahm er am 25. August 1944 von Generalleutnant Okabe Naosaburō den Posten als Oberkommandierender der in Mandschukuo eingesetzten 3. Regionalarmee (Dai-san hōmengun). Diesen Posten hatte er bis zur Kapitulation Japans am 2. September 1945 inne. Anschließend geriet er in sowjetische Kriegsgefangenschaft, aus der erst im Dezember 1956 entlassen wurde.